# باربرا روزينكرانتس
باربرا روسينكرانز (بالألمانية: Barbara Rosenkranz) (و. 1958 – م) هي سياسية من النمسا . ولدت في سالزبورغ . تولت منصب عضو المجلس الوطني للنمسا، وعضو مجلس الشورى الموحد النمسا السفلى .
وهي عضوة في حزب الحرية النمساوي .